# Carex furva
Carex furva är en halvgräsart som beskrevs av Philip Barker Webb. Carex furva ingår i släktet starrar, och familjen halvgräs. Inga underarter finns listade i Catalogue of Life.